# فرانسیسکو خاویر تولدو
فرانسیسکو خاویر تولدو (اسپانیایی: Francisco Javier Toledo‎; ۳۰ سپتامبر ۱۹۵۹ – ۳ اوت ۲۰۰۶) بازیکن فوتبال اهل هندوراس بود.
از باشگاه‌هایی که در آن بازی کرده‌است می‌توان به باشگاه فوتبال دپورتیوو المپیا اشاره کرد.
وی همچنین در تیم ملی فوتبال هندوراس بازی کرده‌است.